# Фруктове (селище)
Фрукто́ве — селище в Україні, в Мелітопольському районі Запорізької області. Населення становить 1057 осіб. Входить до складу Новенської селищної громади.

## Географія
Селище Фруктове примикає до села Кирпичне, навколо села кілька садових масивів. Селищем протікає річка Балка Добра. Поруч проходять автомобільна дорога
М18 (E105) і залізниця, станція Якимівка за 7 км.

## Назва
На території України 2 населених пункти з назвою Фруктове.

## Історія
- 1948 — дата заснування як села Садстанція, пізніше перейменоване в селище Фруктове.
- У 1986 році в селі відкрилася школа.[1]
- До 1987 року Фруктове входило до складу Новенської сільради Мелітопольського району, але в 1987 році була створена Фруктівська сільська рада, і селище Фруктове стало її центром.
- До 2019 року було центром  Фруктівської сільської ради.

## Економіка
- Мелітопольське відділення Якимівської сортовипробувальної станції.

## Об'єкти соціальної сфери
- Школа. Фруктівська загальноосвітня школа I—III ступенів розташована за адресою вул. Молодіжна, 18. У школі 11 класів, 120 учнів та 30 співробітників. Мова навчання російська. Директор — Бибік Ірина Василівна[2]. Школа відкрилася в 1986 році. У школі працює кабінет інформатики, на базі якого проводяться різні комп'ютерні курси. Руками шкільного вчителя фізкультури були зібрані спортивні тренажери, які тепер встановлені в шкільній «Кімнаті здоров'я»[3]. З 2007 року учні щоосені обирають Президента школи, який протягом року керує шкільним життям[4]. Для підвезення 30 учнів, що приїжджають на навчання з сусідніх сіл, в 2012 році Фруктівська школа отримала шкільний автобус.[5]
- Дитячий садочок № 20 «Черешенька». У дитячому садку 69 дітей.[6]
- Амбулаторія.
- Фруктівський ДК «Ювілейний» заснований 17 травня 1978. Директор Герасименко Наталія Юнусовна.